# Partido judicial de Hellín
El Partido judicial de Hellín  es uno de los 31 partidos judiciales en los que se divide la Comunidad Autónoma de Castilla-La Mancha, siendo el partido judicial n.º 4  de la provincia de Albacete.
El ámbito territorial, que viene regulado por el Real Decreto 529/1983, de 9 de marzo, comprende los municipios de:
Albatana, Ayna, Elche de la Sierra, Férez, Hellín, Letur, Liétor, Molinicos, Nerpio, Ontur, Socovos, Tobarra y Yeste.